# Bastøy fyr
Bastøy fyr ligger på øen Bastøy i Oslofjorden sydøst for Horten i Vestfold og Telemark fylke i Norge. Øen ligger i Horten kommune, men ejes af staten. Fyret blev oprettet i 1840, og bestod oprindelig af et stenhus med et lavt tårn. Det blev erstattet af en lanterne i 1986. Fyret på Bastøy er ikke længere betjent, men bygningen bruges fortsat til blandt andet kursvirksomhed.